# Albert Tullgren
Albert Hugo Tullgren (Stoccolma, 7 settembre 1874 – Stoccolma, 1º luglio 1958) è stato uno zoologo e aracnologo svedese.

## Biografia
Laureatosi in scienze naturali ad Uppsala nel 1899, divenne assistente presso l'Istituto Nazionale di Entomologia nel 1902 e del Dipartimento di Entomologia per l'agricoltura nel 1907. Vinse la cattedra e insegnò come professore a partire dal 1912.
Diede diversi contributi alla letteratura entomologica "pratica" con pubblicazioni quali: Insetti nei giardini e nei campi del 1906; Insetti all'interno delle case e nei fienili del 1914; Amici e nemici per le piante dei nostri giardini del 1910. Notevoli anche suoi contributi alla classificazione e tassonomia degli aracnidi: Araneidi della spedizione svedese attraverso il Gran Chaco e la Cordigliera del 1905; Araneae della spedizione svedese sul Kilimangiaro del 1910; Ragni svedesi del 1906 e Entomofauna svedese del 1908.

## Taxa descritti
1. Amusia Tullgren, 1910, genere di ragni della famiglia Gnaphosidae
2. Acantharachne Tullgren, 1910, genere di ragni della famiglia Araneidae
3. Aysenia Tullgren, 1902, genere di ragni della famiglia Anyphaenidae
4. Callevopsis Tullgren, 1902, genere di ragni della famiglia Amaurobiidae
5. Diplothelopsis Tullgren, 1905, genere di ragni della famiglia Nemesiidae
6. Kilima griseovariegata Tullgren, 1910, ragno appartenente alla famiglia Araneidae
7. Larinia assimilis Tullgren, 1910, ragno appartenente alla famiglia Araneidae
8. Paralarinia incerta Tullgren, 1910, ragno appartenente alla famiglia Araneidae
9. Umbonata spinosissima Tullgren, 1910, ragno appartenente alla famiglia Araneidae
10. Wixia tatarendensis Tullgren, 1905, ragno appartenente alla famiglia Araneidae

## Taxa denominati in suo onore
1. Tullgrenella Mello-Leitão, 1941, genere di ragni della famiglia Salticidae
2. Alpaida tullgreni (Caporiacco, 1955), ragno della famiglia Araneidae
3. Dictyna tullgreni Caporiacco, 1949, ragno della famiglia Dictynidae
4. Lepthyphantes tullgreni Bosmans, 1978, ragno della famiglia Linyphiidae
5. Pachygnatha tullgreni Senglet, 1973, ragno della famiglia Tetragnathidae
6. Parawixia tullgreni Caporiacco, 1955, ragno della famiglia Araneidae
7. Petrichus tullgreni Simon, 1902, ragno della famiglia Philodromidae
8. Tasata tullgreni Roewer, 1951, ragno della famiglia Anyphaenidae
9. Tetragnatha tullgreni Lessert, 1915, ragno della famiglia Tetragnathidae

## Opere e pubblicazioni
Di seguito l'elenco delle principali pubblicazioni aracnologiche:
- Tullgren, A., 1901a - On the spiders collected in Florida by Dr Einer Lönnberg 1892-93. Bihang till Kungliga Svenska Vetenskaps-Akademiens Handlingar vol.27 (4;1), pp. 1–29.
- Tullgren, A., 1901b - Contribution to the knowledge of the spider fauna of the Magellan Territories. In: Svenska Expeditionen till Magellansländerna. vol.2 (10), pp. 181–263.
- Tullgren, A., 1902 - Spiders collected in the Aysen Valley by Mr P. Dusén. Bihang till Kungliga Svenska Vetenskaps-Akademiens Handlingar vol.28 (4;1), pp. 1–77.
- Tullgren, A., 1905 - Aranedia from the Swedish expedition through the Gran Chaco and the Cordilleras. Arkiv för Zoologi vol.2 (19), pp. 1–81.
- Tullgren, A., 1910 - Araneae. In: Wissenschaftliche Ergebnisse der Schwedischen Zoologischen Expedition nach dem Kilimandjaro, dem Meru und dem Umbegenden Massaisteppen Deutsch-Ostafrikas 1905-1906 unter Leitung von Prof. Dr Yngve Sjöstedt. Stockholm vol.20 (6), pp. 85–172.
- Tullgren, A., 1942 - Bidrag till kännedomen om den svenska spindelfaunan. I. Entomologisk Tidskrift vol.63, pp. 217–234.
- Tullgren, A., 1944 - Svensk Spindelfauna. 3. Araneae (Salticidae, Thomisidae, Philodromidae och Eusparassidae). Stockholm, pp. 1–108.
- Tullgren, A., 1946 - Svenska spindelfauna: 3. Egentliga spindlar. Araneae. Fam. 5-7. Clubionidae, Zoridae och Gnaphosidae. Entomologiska Föreningen, Stockholm, 141pp.
- Tullgren, A., 1947 - Bidrag till kännedomen om den svenska spindelfaunan. II. Entomologisk Tidskrift vol.68, pp. 129–154.
- Tullgren, A., 1948 - Zwei bemerkenswerte Vertreter der Familie Dictynidae (Araneae). Entomologisk Tidskrift vol.69, pp. 155–160.
- Tullgren, A., 1949 - Bidrag till kännedomen om den svenska spindelfaunan. III. Svenska representanter för familjen Theridiidae. Entomologisk Tidskrift vol.70, pp. 33–64.